# Хуго VI фон Монфор-Фелдкирх
Хуго VI (VII) фон Монфор-Фелдкирх (на немски: Hugo IV (VII) von Montfort-Feldkirch; * 1310; † 29 март 1359) от рода на пфалцграфовете на Тюбинген е граф на Монфор-Фелдкирх-Тостерс във Форарлберг в Австрия.

## Биография
Той е третият син на граф Хуго IV фон Монфор-Фелдкирх († 1310) и съпругата му Анна фон Феринген († сл. 1320), дъщеря на граф Хайнрих II фон Феринген († сл. 1282) и Верена фон Клинген († 1314).
Брат е на Бертхолд I фон Монфор-Фелдкирх († 1318), Фридрих III фон Монфор († 1321) и Рудолф IV фон Монфор-Фелдкирх († 1375).
През 1250/60 г. граф Хуго II фон Монфор построява замъка „Тостерс“ при град Фелдкирх. Граф Рудолф II фон Монфор малко по-късно се нарича „първи господар фон Фелдкирх и Тостерс“. Граф Хуго IV (VII) фон Монфор-Фелдкирх получава Тостерс през 1329 г. и основава там своя странична линия, която понеже няма син изчезва след смъртта му през 1359 г. През 1362 г. Монфортите залагат господството на графовете фон Фюрстенберг.

## Фамилия
Първи брак: пр. 20 септември 1341 г. се жени за Маргарета фон Фюрстенберг († 28 юни 1362), дъщеря на граф Хайнрих II фон Фюрстенберг († 1337) и Верена фон Фрайбург-Баденвайлер († 1320/1322). Бракът е бездетен.
Втори брак: Берта фон Кирхберг († 22 юли 1371), дъщеря на Бруно II фон Кирхберг († сл. 1356) и Луитгард фон Айхелберг († 1356). Те имат две дъщери:
- Агнес фон Монфор-Тостерс († сл. 30 март 1394), омъжена I. за граф Конрад фон Монфор-Брегенц († 20 декември 1387), II. за Албрехт IV фон Верденберг-Хайлигенберг († 1415/4 май 1418), син на граф Албрехт II фон Верденберг-Хайлигенберг († 1371/1373) и Агнес фон Нюрнберг († 1364)
- Анна фон Монфор († сл. 22 април 1379), омъжена за граф Хайнрих IV фон Верденберг-Хайлигенберг-Райнек († 24 декември 1392/24 юни 1393), син на граф Албрехт II фон Верденберг-Хайлигенберг († 1371/1373) и Агнес фон Нюрнберг († 1364)

## Галерия
- Гербът на графовете фон Монфор, 1450
- Останки от замък Тостерс
- Родословното дърво на графовете фон Монфор (ок. 1575)